# Ciencia ambiental del suelo
La ciencia ambiental del suelo es el estudio de la interacción de los humanos con la pedosfera, así como los aspectos críticos de la biosfera, la litosfera, la hidrosfera y la atmósfera. La ciencia ambiental del suelo aborda los aspectos fundamentales y aplicados del campo, incluyendo: amortiguadores y calidad del agua superficial, funciones de la zona vadosa, evaluación y función del sitio de drenaje séptico, tratamiento de aguas residuales, aguas pluviales, control de erosión, contaminación del suelo con metales y pesticidas, remediación de suelos contaminados, restauración de humedales, degradación del suelo, manejo de nutrientes, movimiento de virus y bacterias en suelos y aguas, biorremediación, aplicación de biología molecular e ingeniería genética para el desarrollo de microbios del suelo que pueden degradar contaminantes peligrosos, uso de la tierra, calentamiento global, lluvia ácida, y el estudio de suelos antropogénicos, como la terra preta. Gran parte de la investigación realizada en la ciencia del suelo ambiental se produce a través del uso de modelos.